# 셜록 홈즈 박물관

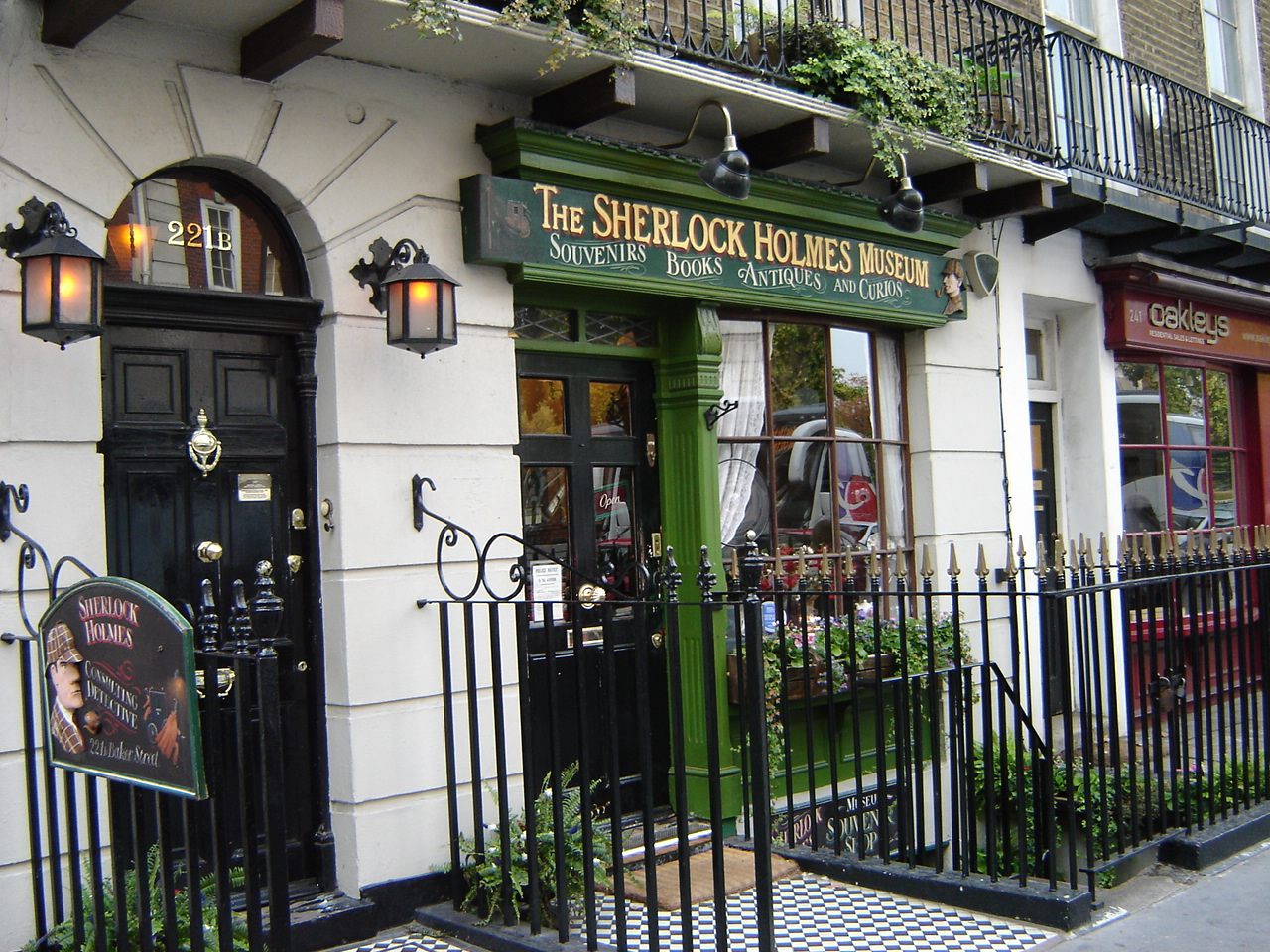
셜록 홈즈 박물관

셜록 홈즈 박물관(Sherlock Holmes Museum)은 아서 코난 도일의 추리 소설 《셜록 홈즈 시리즈》의 주인공 셜록 홈즈를 테마로 한 영국 런던의 박물관이다.